# Liste der Kulturdenkmale in Schlegel (Zittau)

Lage des Ortsteils

In der Liste der Kulturdenkmale in Schlegel (Zittau) sind die Kulturdenkmale des Zittauer Ortsteils Schlegel verzeichnet, die bis April 2019 vom Landesamt für Denkmalpflege Sachsen erfasst wurden (ohne archäologische Kulturdenkmale). Die Anmerkungen sind zu beachten.

## Liste der Kulturdenkmale in Schlegel
| Bild                                    | Bezeichnung | Lage                            | Datierung                                                                                           | Beschreibung | ID       |
| --------------------------------------- | --- | ------------------------------- | --------------------------------------------------------------------------------------------------- | --- | -------- |
| Direkt Bild zu diesem Denkmal hochladen | Wohnhaus (Umgebindehaus) | Am Vogelteich 13 (Karte)        | Vermutlich Ende 18. Jahrhundert                                                                     | Baugeschichtlich und hausgeschichtlich von Bedeutung, einfacher Ständerbau | 09272885 |
| Direkt Bild zu diesem Denkmal hochladen | Wohnhaus (Umgebindehaus) | Am Vogelteich 15 (Karte)        | 1792                                                                                                | Baugeschichtlich und hausgeschichtlich von Bedeutung | 09272884 |
| Weitere Bilder                          | Wohnhaus (Umgebindehaus) | Dittelsdorfer Straße 2 (Karte)  | Um 1800                                                                                             | Baugeschichtlich und hausgeschichtlich von Bedeutung; in offizieller Denkmalliste irrtümlich als Talweg 2 | 09272900 |
| Weitere Bilder                          | Wohnhaus (Umgebindehaus) | Dittelsdorfer Straße 8 (Karte)  | Vermutlich 1. Hälfte 19. Jahrhundert                                                                | Baugeschichtlich und hausgeschichtlich von Bedeutung, Doppelstubenhaus | 09272895 |
| Weitere Bilder                          | Wohnhaus (Umgebindehaus) | Dittelsdorfer Straße 9 (Karte)  | Bezeichnet mit 1828                                                                                 | Baugeschichtlich und hausgeschichtlich von Bedeutung, schönes Eingangsportal (Granittürstock) | 09272894 |
| Direkt Bild zu diesem Denkmal hochladen | Wohnhaus (Umgebindehaus) | Dittersbacher Straße 4 (Karte)  | Vermutlich Ende 18. Jahrhundert                                                                     | Baugeschichtlich und hausgeschichtlich von Bedeutung | 09272881 |
| Direkt Bild zu diesem Denkmal hochladen | Wohnhaus | Dittersbacher Straße 14 (Karte) | Vermutlich um 1800                                                                                  | Fachwerk, baugeschichtlich und sozialgeschichtlich von Bedeutung | 09272882 |
| Direkt Bild zu diesem Denkmal hochladen | Wohnhaus | Dorfstraße 17 (Karte)           | Vermutlich um 1800                                                                                  | Fachwerk, baugeschichtlich und ortsbildprägend von Bedeutung | 09272886 |
| Direkt Bild zu diesem Denkmal hochladen | Wohnstallhaus (Umgebindehaus) eines Vierseithofes | Dorfstraße 32 (Karte)           | Vermutlich 18. Jahrhundert                                                                          | Baugeschichtlich und hausgeschichtlich von Bedeutung, einfacher Ständerbau | 09272890 |
| Weitere Bilder                          | Wohnstallhaus (Umgebindehaus) | Dorfstraße 33 (Karte)           | Vermutlich um 1800                                                                                  | Baugeschichtlich und hausgeschichtlich von Bedeutung, schöner Granittürstock | 09272888 |
|                                         | Wohnstallhaus (Umgebindehaus) | Dorfstraße 34 (Karte)           | 18. Jahrhundert                                                                                     | Baugeschichtlich und hausgeschichtlich von Bedeutung | 09272891 |
|                                         | Wohnstallhaus (Umgebindehaus) und Seitengebäude | Dorfstraße 44 (Karte)           | Frühes 19. Jahrhundert                                                                              | Baugeschichtlich, wirtschaftsgeschichtlich und hausgeschichtlich von Bedeutung, Seitengebäude mit Kreuzstrebenfachwerk | 09272944 |
| Weitere Bilder                          | Wohnhaus (Umgebindehaus) mit Stützmauer des Grundstücks an der Straße                                                                                     | Dorfstraße 47 (Karte)           | Um 1790                                                                                             | Baugeschichtlich und hausgeschichtlich von Bedeutung, ortsbildprägend | 09272889 |
| Direkt Bild zu diesem Denkmal hochladen | Wohnstallhaus eines Vierseithofes | Dorfstraße 55 (Karte)           | Vermutlich um 1800                                                                                  | Obergeschoss Fachwerk, baugeschichtlich von Bedeutung, zudem für Ortsbild/Sichtbeziehung wichtig | 09272892 |
|                                         | Wohnhaus (Umgebindehaus) | Dorfstraße 56 (Karte)           | Vermutlich um 1800                                                                                  | Baugeschichtlich und hausgeschichtlich von Bedeutung, Doppelstubenhaus | 09272922 |
|                                         | Wohnhaus (Umgebindehaus) | Dorfstraße 60 (Karte)           | Vermutlich 18. Jahrhundert                                                                          | Baugeschichtlich und hausgeschichtlich von Bedeutung, Kreuzstrebenumgebinde | 09272920 |
| Weitere Bilder                          | Wohnhaus (Umgebindehaus) | Dorfstraße 64 (Karte)           | Um 1800                                                                                             | Baugeschichtlich und hausgeschichtlich von Bedeutung | 09272918 |
| Weitere Bilder                          | Wohnhaus (Umgebindehaus) | Dorfstraße 65 (Karte)           | Vermutlich Mitte 18. Jahrhundert                                                                    | Baugeschichtlich und hausgeschichtlich von Bedeutung, Doppelstubenhaus | 09272893 |
|                                         | Wohnhaus (Umgebindehaus) | Dorfstraße 66 (Karte)           | Um 1800                                                                                             | Baugeschichtlich und hausgeschichtlich von Bedeutung, einfacher Ständerbau | 09272917 |
|                                         | Wohnhaus (Umgebindehaus) | Dorfstraße 68 (Karte)           | Vor 1850                                                                                            | Baugeschichtlich und hausgeschichtlich von Bedeutung, Kreuzstrebenumgebinde | 09272916 |
|                                         | Johanniskirche mit Kirchhof und Einfriedungsmauer, dazu das Kriegerdenkmal Erster Weltkrieg an der Kirchenwand, neun Grabmale und zwei Linden am Kirchtor | Dorfstraße 71 (Karte)           | Anfang 17. Jahrhundert (Altar); 1830–1909 (Grabmale); 1845 (Kirche); 1929 (Orgel und Orgelprospekt) | Kunstgeschichtlich, ortsgeschichtlich und ortsbildprägend von Bedeutung, die Kirche ein Bau im Rundbogenstil nach Plänen von Carl August Schramm (Zittau)                                                                  | 09272945 |
| Direkt Bild zu diesem Denkmal hochladen | Straßenbrücke über den Kemmlitzbach | Dorfstraße 71 (bei) (Karte)     | 18. Jahrhundert                                                                                     | Einbogenbrücke der Dorfstraße, in Bruchstein, baugeschichtliche Bedeutung | 09303796 |
|                                         | Wohnhaus (Umgebindehaus) | Dorfstraße 75 (Karte)           | Vermutlich um 1800                                                                                  | Baugeschichtlich und hausgeschichtlich von Bedeutung, ortsbildprägend, einfacher Ständerbau | 09272924 |
| Weitere Bilder                          | Wohnhaus (Umgebindehaus) | Dorfstraße 78 (Karte)           | 18. Jahrhundert                                                                                     | Baugeschichtlich und hausgeschichtlich von Bedeutung, Kreuzstrebenumgebinde | 09272915 |
| Direkt Bild zu diesem Denkmal hochladen | Wohnhaus (ehemals Umgebinde) | Dorfstraße 81 (Karte)           | Vermutlich 1. Hälfte 18. Jahrhundert                                                                | Baugeschichtlich und hausgeschichtlich von Bedeutung, Kreuzstrebenfachwerk | 09272923 |
| Weitere Bilder                          | Wohnhaus (Umgebindehaus mit Ladeneinbau) und Anbau | Dorfstraße 84 (Karte)           | 18./19. Jahrhundert                                                                                 | Baugeschichtlich, ortsgeschichtlich und hausgeschichtlich von Bedeutung, ortsbildprägend, ungewöhnlich breites Umgebinde, Fachwerk zum Teil verbrettert, Giebel verschiefert, späterer Anbau massiv mit Zierfachwerkgiebel | 09272912 |
|                                         | Wohnhaus (Umgebindehaus) | Dorfstraße 85 (Karte)           | Vermutlich 18. Jahrhundert                                                                          | Baugeschichtlich und hausgeschichtlich von Bedeutung, Kreuzstrebenumgebinde | 09272921 |
| Direkt Bild zu diesem Denkmal hochladen | Wohnhaus (Umgebindehaus) | Dorfstraße 86 (Karte)           | Vermutlich 18. Jahrhundert                                                                          | Baugeschichtlich und hausgeschichtlich von Bedeutung, Kreuzstrebenumgebinde | 09272913 |
| Direkt Bild zu diesem Denkmal hochladen | Wohnhaus (ehemaliges Umgebindehaus) | Dorfstraße 87 (Karte)           | Mitte 18. Jahrhundert                                                                               | Baugeschichtlich, ortsgeschichtlich und hausgeschichtlich von Bedeutung, ehemals Schmiede, Kreuzstrebenfachwerk | 09272919 |
| Weitere Bilder                          | Wohnhaus (Umgebindehaus) | Dorfstraße 90 (Karte)           | Vermutlich Ende 18. Jahrhundert                                                                     | Baugeschichtlich und hausgeschichtlich von Bedeutung, Fachwerk verbrettert | 09272911 |
| Weitere Bilder                          | Wohnhaus (Umgebindehaus) | Dorfstraße 94 (Karte)           | Um 1800                                                                                             | Baugeschichtlich und hausgeschichtlich von Bedeutung, Doppelstubenhaus, ortsbildprägend | 09272907 |
| Weitere Bilder                          | Wohnhaus (Umgebindehaus mit Ladeneinbau, Bäckerei) und Fachwerk-Anbau                                                                                     | Dorfstraße 95 (Karte)           | 19. Jahrhundert, im Kern vermutlich älter                                                           | Baugeschichtlich, ortsgeschichtlich und hausgeschichtlich von Bedeutung, ortsbildprägend | 09272914 |
| Weitere Bilder                          | Wohnhaus (Umgebindehaus) | Dorfstraße 97 (Karte)           | Vermutlich 18. Jahrhundert                                                                          | Baugeschichtlich und hausgeschichtlich von Bedeutung, Fachwerk verbrettert | 09272910 |
| Direkt Bild zu diesem Denkmal hochladen | Straßenbrücke über den Kemmlitzbach | Dorfstraße 99 (bei) (Karte)     | Frühes 20. Jahrhundert                                                                              | Einbogenbrücke der Dorfstraße, in Bruchstein, baugeschichtliche Bedeutung | 09304546 |
| Direkt Bild zu diesem Denkmal hochladen | Wohnhaus (Umgebindehaus) | Dorfstraße 101 (Karte)          | Ende 18. Jahrhundert                                                                                | Baugeschichtlich und hausgeschichtlich von Bedeutung, ortsbildprägend | 09272905 |
|                                         | Wohnhaus (Umgebindehaus) | Dorfstraße 103 (Karte)          | Vor 1750                                                                                            | Baugeschichtlich und hausgeschichtlich von Bedeutung, Kreuzstrebenfachwerk, ortsbildprägend | 09272904 |
| Weitere Bilder                          | Wohnhaus (Umgebindehaus) | Dorfstraße 104 (Karte)          | Vermutlich 1. Hälfte 19. Jahrhundert                                                                | Baugeschichtlich und hausgeschichtlich von Bedeutung, Doppelstubenhaus, Fachwerk verbrettert, ortsbildprägend | 09272906 |
|                                         | Wohnhaus (Umgebindehaus) | Grenzviebig 4 (Karte)           | Vermutlich 1. Hälfte 19. Jahrhundert                                                                | Baugeschichtlich und hausgeschichtlich von Bedeutung, Doppelstubenhaus | 09272942 |
| Weitere Bilder                          | Wohnhaus (Umgebindehaus) | Grenzviebig 5 (Karte)           | Vermutlich um 1800                                                                                  | Baugeschichtlich und hausgeschichtlich von Bedeutung | 09272941 |
| Direkt Bild zu diesem Denkmal hochladen | Ehemaliges Wohnstallhaus (Umgebindehaus) | Grenzviebig 6 (Karte)           | Vermutlich 1. Hälfte 19. Jahrhundert                                                                | Baugeschichtlich, sozialgeschichtlich und hausgeschichtlich von Bedeutung | 09272943 |
| Weitere Bilder                          | Wohnhaus (Umgebindehaus) | Kleine Seite 4 (Karte)          | Vermutlich um 1800                                                                                  | Baugeschichtlich und hausgeschichtlich von Bedeutung, Doppelstubenhaus | 09272934 |
|                                         | Wohnhaus (Umgebindehaus) | Kleine Seite 6 (Karte)          | Vermutlich Ende 18. Jahrhundert                                                                     | Baugeschichtlich und hausgeschichtlich von Bedeutung, teilweise Kreuzstrebenumgebinde | 09272933 |
| Weitere Bilder                          | Wohnhaus (Umgebindehaus) | Kleine Seite 11 (Karte)         | Vermutlich Ende 18. Jahrhundert                                                                     | Baugeschichtlich und hausgeschichtlich von Bedeutung, Kreuzstrebenumgebinde und Doppelstubenhaus, straßenbildprägend (Blickfang/Sichtbeziehung)                                                                            | 09272927 |
| Weitere Bilder                          | Wohnhaus (Umgebindehaus) | Kleine Seite 17 (Karte)         | Vermutlich Mitte 18. Jahrhundert                                                                    | Baugeschichtlich und hausgeschichtlich von Bedeutung, Kreuzstrebenumgebinde | 09272935 |
| Weitere Bilder                          | Wohnhaus (Umgebindehaus) | Kleine Seite 25 (Karte)         | Vermutlich Ende 18. Jahrhundert                                                                     | Baugeschichtlich und hausgeschichtlich von Bedeutung | 09272932 |
| Weitere Bilder                          | Wohnhaus (Umgebindehaus) | Kutschbergel 2 (Karte)          | 1821                                                                                                | Baugeschichtlich, hausgeschichtlich und sozialgeschichtlich von Bedeutung, ehemaliges Kleinbauernhaus | 09272925 |
| Direkt Bild zu diesem Denkmal hochladen | Wohnhaus | Kutschbergel 4 (Karte)          | Vermutlich frühes 19. Jahrhundert                                                                   | Fachwerk, baugeschichtlich, hausgeschichtlich und straßenbildprägend von Bedeutung, strebenreiches Fachwerk | 09272926 |
| Direkt Bild zu diesem Denkmal hochladen | Wohnhaus (ehemaliges Umgebindehaus) | Lindenweg 1 (Karte)             | 1. Hälfte 18. Jahrhundert                                                                           | Fachwerk, hausgeschichtlich und straßenbildprägend von Bedeutung, Kreuzstrebenfachwerk | 09272908 |
| Direkt Bild zu diesem Denkmal hochladen | Wohnstallhaus mit Seitenflügel (Umgebindehaus) | Lindenweg 3 (Karte)             | Um 1800                                                                                             | Baugeschichtlich und hausgeschichtlich von Bedeutung, ungewöhnlich breites Umgebinde, Fachwerk verbrettert | 09272909 |
| Direkt Bild zu diesem Denkmal hochladen | Wohnhaus (Umgebindehaus) | Mönchsgasse 2 (Karte)           | Bezeichnet mit 1865                                                                                 | Baugeschichtlich und hausgeschichtlich von Bedeutung, einfacher Ständerbau | 09272936 |
| Direkt Bild zu diesem Denkmal hochladen | Wohnhaus (Umgebindehaus) | Postweg 1 (Karte)               | Vermutlich im Kern 18. Jahrhundert                                                                  | Baugeschichtlich und hausgeschichtlich von Bedeutung, Doppelstubenhaus | 09272940 |
| Direkt Bild zu diesem Denkmal hochladen | Wohnhaus (Umgebindehaus) | Postweg 3 (Karte)               | Bezeichnet mit 1741                                                                                 | Baugeschichtlich und hausgeschichtlich von Bedeutung, Fachwerk verbrettert | 09272939 |
| Direkt Bild zu diesem Denkmal hochladen | Wohnhaus mit kurzem Seitenflügel (Umgebindehaus mit Ladeneinbau, Bäckerei)                                                                                | Postweg 5 (Karte)               | Bezeichnet mit 1758                                                                                 | Baugeschichtlich, ortsgeschichtlich und hausgeschichtlich von Bedeutung, ungewöhnlich breites Umgebinde | 09272938 |
| Weitere Bilder                          | Wohnhaus (Umgebindehaus) | Postweg 10 (Karte)              | Vermutlich Ende 18. Jahrhundert                                                                     | Baugeschichtlich und hausgeschichtlich von Bedeutung, wichtig für Ortsbild und als Blickfang | 09272937 |
| Direkt Bild zu diesem Denkmal hochladen | Wohnhaus (Umgebindehaus) eines Dreiseithofes | Sandberg 1 (Karte)              | Vermutlich Mitte 19. Jahrhundert                                                                    | Baugeschichtlich, sozialgeschichtlich und hausgeschichtlich von Bedeutung | 09272887 |
| Weitere Bilder                          | Wohnhaus (Umgebindehaus) | Talweg 1 (Karte)                | Vermutlich Ende 18. Jahrhundert                                                                     | Baugeschichtlich und hausgeschichtlich von Bedeutung, Fachwerk verbrettert | 09272898 |
| Weitere Bilder                          | Wohnhaus (Umgebindehaus) | Talweg 10 (Karte)               | 1788                                                                                                | Baugeschichtlich und hausgeschichtlich von Bedeutung, Kreuzstrebenumgebinde und Doppelstubenhaus | 09272899 |
| Direkt Bild zu diesem Denkmal hochladen | Wohnhaus | Talweg 12 (Karte)               | Um 1800                                                                                             | Fachwerk, hausgeschichtlich von Bedeutung | 09272897 |
|                                         | Wohnhaus (Umgebindehaus) | Talweg 14 (Karte)               | Vermutlich 18. Jahrhundert; Kaufvertrag 1840                                                        | Baugeschichtlich und hausgeschichtlich von Bedeutung, Kreuzstrebenumgebinde | 09272896 |
| Weitere Bilder                          | Wohnhaus (Umgebindehaus) | Viebig 2 (Karte)                | Vermutlich 1. Hälfte 19. Jahrhundert, im Kern möglicherweise älter                                  | Baugeschichtlich und hausgeschichtlich von Bedeutung, Doppelstubenhaus | 09272928 |
| Direkt Bild zu diesem Denkmal hochladen | Wohnstallhaus (Umgebindehaus) eines Vierseithofes | Viebig 7 (Karte)                | Vermutlich Mitte 18. Jahrhundert                                                                    | Baugeschichtlich, hausgeschichtlich und sozialgeschichtlich von Bedeutung | 09272931 |
|                                         | Wohnhaus (Umgebindehaus) | Viebig 8 (Karte)                | Vermutlich um 1800                                                                                  | Baugeschichtlich und hausgeschichtlich von Bedeutung | 09272929 |

## Streichungen von der Denkmalliste
| Bild                                    | Bezeichnung | Lage                | Datierung            | Beschreibung | ID       |
| --------------------------------------- | ----------- | ------------------- | -------------------- | --- | -------- |
| Direkt Bild zu diesem Denkmal hochladen | Wohnhaus    | Lindenweg 5 (Karte) | Ende 18. Jahrhundert | Obergeschoss Fachwerk, baugeschichtlich von Bedeutung, ortsbildprägend, wichtig für Sichtbeziehung am Ortseingang; zwischen 2015 und 2017 abgerissen | 09272903 |

## Tabellenlegende
- Bild: Bild des Kulturdenkmals, ggf. zusätzlich mit einem Link zu weiteren Fotos des Kulturdenkmals im Medienarchiv Wikimedia Commons. Wenn man auf das Kamerasymbol klickt, können Fotos zu Kulturdenkmalen aus dieser Liste hochgeladen werden:
- Bezeichnung: Denkmalgeschützte Objekte und ggf. Bauwerksname des Kulturdenkmals
- Lage: Straßenname und Hausnummer oder Flurstücknummer des Kulturdenkmals. Die Grundsortierung der Liste erfolgt nach dieser Adresse. Der Link (Karte) führt zu verschiedenen Kartendiensten mit der Position des Kulturdenkmals. Fehlt dieser Link, wurden die Koordinaten noch nicht eingetragen. Sind diese bekannt, können sie über ein Tool mit einer Kartenansicht einfach nachgetragen werden. In dieser Kartenansicht sind Kulturdenkmale ohne Koordinaten mit einem roten bzw. orangen Marker dargestellt und können durch Verschieben auf die richtige Position in der Karte mit Koordinaten versehen werden. Kulturdenkmale ohne Bild sind an einem blauen bzw. roten Marker erkennbar.
- Datierung: Baubeginn, Fertigstellung, Datum der Erstnennung oder grobe zeitliche Einordnung entsprechend des Eintrags in der sächsischen Denkmaldatenbank
- Beschreibung: Kurzcharakteristik des Kulturdenkmals entsprechend des Eintrags in der sächsischen Denkmaldatenbank, ggf. ergänzt durch die dort nur selten veröffentlichten Erfassungstexte oder zusätzliche Informationen
- ID: Vom Landesamt für Denkmalpflege Sachsen vergebene, das Kulturdenkmal eindeutig identifizierende Objekt-Nummer. Der Link führt zum PDF-Denkmaldokument des Landesamtes für Denkmalpflege Sachsen. Bei ehemaligen Kulturdenkmalen können die Objektnummern unbekannt sein und deshalb fehlen bzw. die Links von aus der Datenbank entfernten Objektnummern ins Leere führen. Ein ggf. vorhandenes Icon  führt zu den Angaben des Kulturdenkmals bei Wikidata.